# Ла-Хунта-Гарденс (Колорадо)
Ла-Хунта-Гарденс (англ. La Junta Gardens) — переписна місцевість (CDP) в США, в окрузі Отеро штату Колорадо. Населення — 123 особи (2020).

## Географія
Ла-Хунта-Гарденс розташована за координатами 38°0′5″ пн. ш. 103°33′17″ зх. д. / 38.00139° пн. ш. 103.55472° зх. д. (38.001349, -103.554850).  За даними Бюро перепису населення США в 2010 році переписна місцевість мала площу 1,38 км², уся площа — суходіл.

## Демографія
Згідно з переписом 2010 року, у переписній місцевості мешкали 153 особи в 53 домогосподарствах у складі 46 родин. Густота населення становила 111 особа/км².  Було 60 помешкань (43/км²).
Расовий склад населення:
| - 86,3 % — білих - 3,3 % — корінних американців - 5,2 % — осіб інших рас |

До двох чи більше рас належало 5,2 %. Частка іспаномовних становила 35,3 % від усіх жителів.
За віковим діапазоном населення розподілялося таким чином: 25,5 % — особи молодші 18 років, 60,8 % — особи у віці 18—64 років, 13,7 % — особи у віці 65 років та старші. Медіана віку мешканця становила 44,4 року. На 100 осіб жіночої статі у переписній місцевості припадало 98,7 чоловіків;  на 100 жінок у віці від 18 років та старших — 100,0 чоловіків також старших 18 років.
Середній дохід на одне домашнє господарство  становив 68 258 доларів США (медіана — 83 214), а середній дохід на одну сім'ю — 68 258 доларів (медіана — 83 214). 
Цивільне працевлаштоване населення становило 7 осіб. Основні галузі зайнятості: транспорт — 100,0 %.